# Parsonsia novoguineensis
Parsonsia novoguineensis är en oleanderväxtart som beskrevs av D.J. Middleton. Parsonsia novoguineensis ingår i släktet Parsonsia och familjen oleanderväxter. Inga underarter finns listade i Catalogue of Life.